# Du willst mir an die Wäsche
Du willst mir an die Wäsche ist ein Song der deutschen Alternativeband Jennifer Rostock und wurde am 26. Juni 2009 als Leadsingle aus ihrem zweiten Studioalbum Der Film veröffentlicht.  Das Lied wurde von Jennifer Weist und Johannes Walter geschrieben und von Werner Krumme und Christian Bader produziert.

## Musikvideo
Regisseur des Musikvideos war Uwe Flade. Es wurde am 6. Juni 2009 auf der Webseite der Band veröffentlicht. Die Bandmitglieder stellen verschiedene Filmcharaktere dar, unter anderem Dr. Evil und Wolverine.

## Charts und Chartplatzierungen
Du willst mir an die Wäsche erreichte in Deutschland Rang 34 der Singlecharts und platzierte sich sieben Wochen in den Top 100. Die Single wurde nach Kopf oder Zahl und Himalaya zum dritten Charterfolg in Deutschland. Bis dato konnte sich keine Single der Band höher und länger in den deutschen Singlecharts platzieren. Die Nachfolge-Single Es tut wieder weh löste die Single als erfolgreichster Dauerbrenner ab, jedoch erreichte bis heute keine Single eine bessere Chartplatzierung. In Österreich erreichte Du willst mir an die Wäsche in drei Chartwochen mit Position 44 seine höchste Chartnotierung und wurde ebenfalls nach Kopf oder Zahl und Feuer zum dritten Single-Charterfolg der Band.
| ChartsChartplatzierungen | Höchstplatzierung | Wochen |
| ------------------------ | ----------------- | ------ |
| Deutschland (GfK)        | 34 (7 Wo.)        | 7      |
| Österreich (Ö3)          | 44 (3 Wo.)        | 3      |

## Version mit Sido
2012 nahm die Gruppe eine rockigere Liveversion mit einem gerappten Part von Sido für ihr Album Live in Berlin auf. Der Auftritt fand in einem alten Schwimmbad im Stadtteil Wedding statt. Sido schrieb seinen Text selbst, erst am Morgen vor dem Konzert. Die Band probte nur ein einziges Mal mit ihm. Jennifer Weist sagte: „Diese neu arrangierte Version ist dynamischer und deutlich spannender als die Studiovariante. Das Stück fühlt sich jetzt wie ein ganz anderer, neuer Song an. Ich höre diese Aufnahme selbst häufig und kann immer gar nicht glauben, dass das wirklich wir sind.“